# Paratheuma armata
Paratheuma armata är en spindelart som först beskrevs av Marples 1964.  Paratheuma armata ingår i släktet Paratheuma och familjen Desidae. Inga underarter finns listade i Catalogue of Life.